# سفاتریزین
سفاتریزین(به انگلیسی: Cefatrizine) یک آنتی بیوتیک سفالوسپورین گسترده اثر است. 